# Паника (фильм, 1946)
Паника (фр. Panique) — французская криминальная драма 1946 года, поставленная режиссёром Жюльеном Дювивье по роману Жоржа Сименона «Помолвка месье Ира» (фр. Les fiançailles de Monsieur Hire). Премьера фильма состоялась в сентябре 1946 года на Венецианском международном кинофестивале.

## Сюжет
Алиса — молодая женщина, которая только что вышла из тюрьмы после того, как взяла на себя ответственность за ограбление, совершённое её бойфрендом Альфредом. Она приезжает в город ночью после убийства женщины. На следующее утро Алиса и Альфред делают вид, что они встречаются в первый раз, так как полиция знает, что она скрыла преступление для кого-то и жаждет найти настоящего преступника. Сосед Алисы, эксцентричный и человеконенавистнический одиночка Месье Хир, немедленно влюбляется в неё. Он предупреждает её об Альфреде, советуя расспросить его об убийстве.
Хотя Альфред изначально непростителен, он признаёт, что он убийца. Он спал с этой женщиной и убил её из-за денег. Когда Алиса говорит ему, что найм знает о его преступлении, он быстро приводит план в действие. Он начинает сеять подозрения среди местных жителей, которые уже не любят и не доверяют найму. Тем временем Алиса ведёт наймита и подбрасывает сумочку убитой женщины в его квартиру. Позже Альфред велит своим друзьям собрать соседей найма, которые обыскивают квартиру и находят сумочку.
После того, как его друзья подстрекают буйную толпу, Альфред убеждает Алису позвонить найму и попросить его оставить работу и вернуться домой. Когда он прибывает и сталкивается с кровожадной толпой, найм убегает на крыши, где он скользит. Несмотря на усилия полиции и пожарных спасти его, он падает насмерть. Альфред и сожалеющая Алиса ускользают, думая, что они успешно подставили наймита. Однако полиция обнаруживает фотографию Альфреда, совершающего убийство на теле найма. Они ждут, чтобы приблизиться к Альфреду, когда фильм закончится.